# Hunkuntiakkapur, Koppal
Hunkuntiakkapur là một làng thuộc tehsil Koppal, huyện Koppal, bang Karnataka, Ấn Độ.